# Přechodový odpor
Přechodový odpor je odpor, který vzniká ve spoji vodičů. Většinou je tento jev nežádoucí, a proto se jej snažíme minimalizovat (nelze jej nikdy úplně odstranit).

## Příčina vzniku
Základní příčinou vzniku přechodového odporu je elektrický odpor použitého materiálu. Ten je dán vztahem
{\displaystyle R={\frac {\rho l}{S}}},
kde {\displaystyle \rho } je rezistivita materiálu, {\displaystyle l} je délka vodiče a {\displaystyle S} obsah průřezu vodiče.
Příčinou jeho vyšší hodnoty, než by odpovídalo hodnotě vypočtené tímto vztahem, mohou být např. nerovnosti mezi spoji, různé nedokonalosti při spojování (studený spoj) a nečistoty na povrchu spojů, čímž se snižuje plocha dotyku ({\displaystyle S}).

## Snižování přechodového odporu
Přechodový odpor spoje lze snížit vhodnou úpravou parametrů spoje, tak aby jeho elektrický odpor byl co nejnižší. Toho lze dosáhnout:
- snížení rezistivity materiálu {\displaystyle \rho } použitím vhodných materiálů (např. stříbra)
- zvýšením průřezu {\displaystyle S} zvětšením vodivé plochy spoje

U již existujícího spoje lze pak jeho přechodový odpor udržovat na nízkých hodnotách jeho vhodnou údržbou – čištěním a broušením kontaktů, případně opravou nebo výměnou spoje.